# Gewiss Stadium
Gewiss Stadium är en fotbollsarena i Bergamo, Italien. Den är hemmaplan för Atalanta i Serie A.

## Historik
Byggandet av fotbollsarenan genomfördes i slutet av 1927. Fotbollsplanen mätte då 120 gånger 70 meter och omgavs av en löparbana av aska. Den hade två läktare, en utan tak och en under tak, och hade en maximal kapacitet på 12 000 sittplatser. Under årens lopp har arenan genomgått flera stora renoveringar.